# Artemisia herba-alba
Artemisia herba-alba là một loài thực vật có hoa trong họ Cúc. Loài này được Ignacio Jordán Claudio de Asso y del Rio mô tả khoa học đầu tiên năm 1779.

## Phân loại
A. herba-alba từng được coi là một phức hợp loài có sự phân bố tại khu vực ven Địa Trung Hải, với các đơn vị phân loại có quan hệ họ hàng gần được coi là các loài độc lập trong khu vực Iran-Turan, hoặc chỉ như là một loài - như trong Vallès (1987); Ouyahya & Viano (1988); Vallès et al. (2011); Podlech (2013); Bougoutaia et al. (2014). Nghiên cứu phát sinh chủng loài năm 2017 của Malik et al. chỉ ra rằng A. herba-alba nghĩa hẹp (sensu stricto) tốt nhất chỉ nên bao gồm 1 loài về cơ bản có sự phân bố tại khu vực bán đảo Iberia và tây bắc châu Phi, trong khi các đơn vị phân loại Iran-Turan khác mà trước đây gộp trong phức hợp loài này (như A. inculta Delile, 1813, A. oliveriana J.Gay ex Besser, 1838 và A. sieberi Besser, 1836; thường được coi là đồng nghĩa của A. herba-alba) nên được coi là các loài tách biệt.

### Vấn đề vớiArtemisia aethiopica
Năm 1753, Carl Linnaeus mô tả loài Artemisia aethiopica (Flores in racemis subrotundis, magnitudine A. Absinthii) với khu vực phân bố là Ethiopia, dẫn chiếu tới mô tả của Joseph Pitton de Tournefort (1700) và John Ray (1704). Năm 1771, Linnaeus thay đổi mô tả của A. aethiopica (Flores racemosi, pedunculati, nutantes, subglobosi = [đầu] hoa dạng chùm, có cuống, rủ xuống, gần hình cầu). Năm 1803, Carl Ludwig Willdenow coi A. aethiopica là đồng nghĩa của A. valentina Lam., 1783, với lý do từ chối tên gọi A. aethiopica có lẽ là do tính ngữ định danh aethiopica không phù hợp, do loài này không được tìm thấy tại Ethiopia.
Do A. herba-alba và A. valentina là các đơn vị phân loại được tin tưởng là có quan hệ họ hàng rất gần, nên đôi khi chúng được coi là các loài tách biệt (như Greuter & von Raab-Straube, 2008. Med-Checklist 2: 43.); hay các phân loài (như Vallès, 1987. Bol. Soc. Brot., Sér. 2, 60: 5–27.) hoặc thậm chí ở cấp thứ (như Willkomm & Lange, 1865. Prodr. Fl. Hispan. 2: 75.) của loài theo danh pháp có độ ưu tiên cao hơn là A. herba-alba. Ouyahya (1995) coi A. aethiopica như là đồng nghĩa của A. herba-alba. Tuy nhiên, mẫu vật 988.3 mà Linnaeus dùng để mô tả A. aethiopica lại có đặc trưng không phù hợp với A. herba-alba - loài với đầu hoa hình nón ngược hoặc hình elipxoit và mọc thẳng đứng. Mẫu vật của Linnaeus phù hợp với loài ở đông nam Tây Ban Nha hiện nay có danh pháp A. lucentica. Bản thân danh pháp A. aethiopica cũng rất ít khi được sử dụng, vì thế nhằm bảo toàn việc sử dụng các danh pháp A. herba-alba, A. valentina và A. lucentica, Benedí et al. (2010) đã đề xuất việc từ chối tên gọi A. aethiopica.

## Phân bố
Loài bản địa tây bắc Bắc Phi, miền nam Pháp, Tây Ban Nha nhưng đã du nhập vào đảo Anh.